# Eileen Davidson

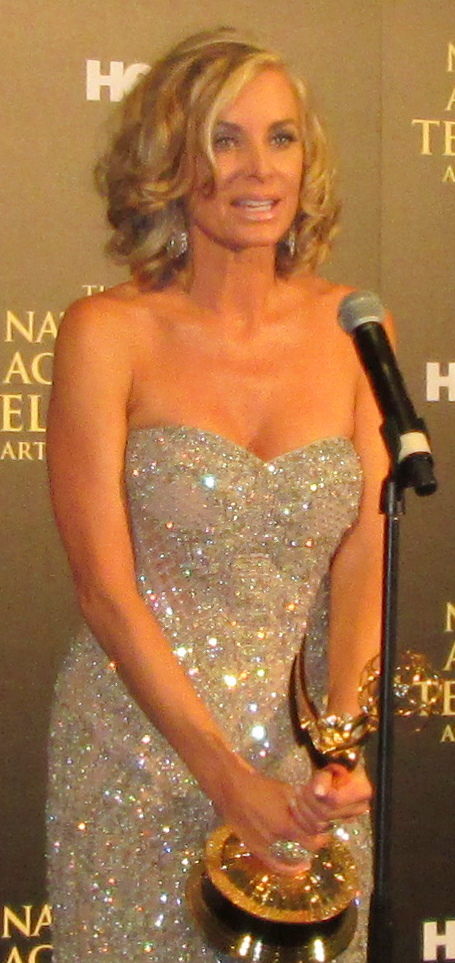
Eileen Davidson

Eileen Davidson (* 15. Juni 1959 in Artesia, Kalifornien) ist eine US-amerikanische Schauspielerin.

## Leben
Davidson wurde bekannt als Darstellerin in verschiedenen Seifenopern und Fernsehserien. Am häufigsten war sie als Ashley Abbott in Schatten der Leidenschaft zu sehen, zunächst von 1982 bis 1989, dann wieder von 1999 bis 2007. Von 2007 bis 2008 spielte sie die Ashley Abbott auch in der Schwester-Soap Reich und schön und seit Oktober 2008 wieder bei Schatten der Leidenschaft. Davidson war daneben in weiteren Fernsehfilmen und -serien zu sehen, wie California Clan oder Sharing Richard.
Davidson war von 1985 bis 1986 mit dem Schauspieler Christopher Mayer und von 1997 bis 2000 mit dem Schauspieler Jon Lindstrom verheiratet. In dritter Ehe ist sie mit dem Schauspieler Vincent Van Patten, dem Sohn von Dick Van Patten, verheiratet. Sie ist Mutter eines gemeinsamen Sohnes und zweier Stiefsöhne.

## Filmografie (Auswahl)
- 1982–1989, seit 1999: Schatten der Leidenschaft (The Young and the Restless, Fernsehserie)
- 1988: Ein Mann für Drei (Sharing Richard, Fernsehfilm)
- 1989: Die Girls Gang (Easy Wheels)
- 1989: Avatar – Wiedergeburt des Bösen (Eternity)
- 1990–1991: Das Psycho-Dezernat (Broken Badges, Fernsehserie)
- 1992–1993: California Clan (Santa Barbara, Fernsehserie)
- 1993–1998, seit 2012: Zeit der Sehnsucht (Days of Our Lives, Fernsehserie)
- 2007–2008: Reich und schön (The Bold And The Beautiful, Fernsehserie)
- 2012: 7 Days to Vegas
- 2016: The Guest House
- 2018: Sharknado 6: The Last One (The Last Sharknado: It’s About Time, Fernsehfilm)
- 2019: 7 Days to Vegas
- 2020: Middleton Christmas
- 2021: Symphoria
- 2021: Days of Our Lives: A Very Salem Christmas
- 2021–2022: Days of Our Lives: Beyond Salem (Miniserie)
- 2023: Holiday in the Vineyards